# 황정미
황정미(1977년 10월 1일 ~ )는 대한민국의 배우이다. 1998년 SBS 공채 8기 탤런트로 데뷔했다.

## 학력
- 경상대학교 간호학과 졸업

## 연기 활동

### 드라마
- 1998년 SBS 일일연속극 《서울 탱고》
- 1998년 SBS 주말극장 《사랑해 사랑해》
- 1998년 SBS 수목 드라마스페셜 《미스터Q》
- 1998년 SBS 주말극장 《로맨스》
- 1998년 SBS 일일연속극 《7인의 신부》
- 1998년 SBS 수목 드라마스페셜 《승부사》
- 1998년 SBS 일요시트콤 《LA아리랑》
- 1998년 SBS 아침드라마 《포옹》
- 1998년 SBS 주말극장 《흐린 날에 쓴 편지》
- 1998년 SBS 월화드라마 《은실이》
- 1998년 SBS 일일시트콤 《순풍산부인과》
- 1998년 SBS 청춘시트콤 《나 어때》
- 1998년 SBS 일일연속극 《미우나 고우나》
- 1999년 SBS 아침드라마 《지금은 사랑할 때》
- 1999년 SBS 일요드라마 《카이스트》
- 1999년 SBS 주말극장 《젊은 태양》
- 1999년 SBS 아침드라마 《그녀의 선택》
- 1999년 SBS 청춘시트콤 《행진》
- 1999년 SBS 일일연속극 《약속》
- 1999년 SBS 수목 드라마스페셜 《토마토》
- 1999년 SBS 주말극장 《파도》
- 1999년 SBS 수목드라마 《해피투게더》
- 1999년 SBS 드라마스페셜 《고스트》
- 1999년 SBS 아침드라마 《첼로》
- 1999년 SBS 일일연속극 《당신은 누구시길래》
- 1999년 SBS 일요아침드라마 《달콤한 신부》
- 2000년 SBS 수목 드라마스페셜 《불꽃》
- 2000년 SBS 수목 드라마스페셜 《팝콘》
- 2000년 KBS2 월화드라마 《RNA》 … 박세영 역
- 2000년 SBS 의학드라마 《메디컬 센터》
- 2000년 SBS 수목 드라마스페셜 《여자만세》
- 2001년 SBS 일일연속극 《소문난 여자》
- 2001년 SBS 추석특집드라마 《엄마를 찾습니다》
- 2001년 SBS 일일연속극 《이 부부가 사는 법》